# 西长安街
西长安街是位于中国北京市西城区东部的一条街。为长安街的组成部分之一。

## 简介
西长安街始建于明朝永乐十八年（1420年）。当初东起点有门，称“长安右门”（西长安门）；长安右门外（即长安右门西侧）为西三座门，西三座门外有牌楼，额书“长安街”，俗称西长安街牌楼；西长安街西端有牌楼，额书“瞻云”（1916年袁世凯改为“庆云”），俗称西单牌楼。西长安街路北，有新华门，现为中央人民政府的南门，其内是中南海，中华民国初年是大总统府。民国初年，辟宝月楼为总统府门，名为“新华门”，一直沿用至今。中华民国初年，新华门之前（即新华门南侧）有“府前街”（意为大总统府前的街），与中南海西侧的府右街呼应。
如今，西长安街西到西单，与复兴门内大街连接，东到广场东侧路北端的丁字路口，与东长安街连接。西长安街的东端已经大大东于原来的长安右门的位置。
西长安街两侧，原来都是平房。现已建成了许多高层楼房。西长安街南侧，自西向东有中国人保大厦（中国人民保险集团总部）、国家电网公司、中共中央组织部、绿地、花墙、国家大剧院、人民大会堂、天安门广场，西长安街北侧，自西向东有西单文化广场、北京图书大厦、民航营业大厦、中华人民共和国工业和信息化部、北京电报大楼（中国联通电报大楼营业厅）、中共中央宣传部、中南海新华门、北京市第一六一中学、皇城墙、中山公园、天安门及金水桥。

## 建筑物

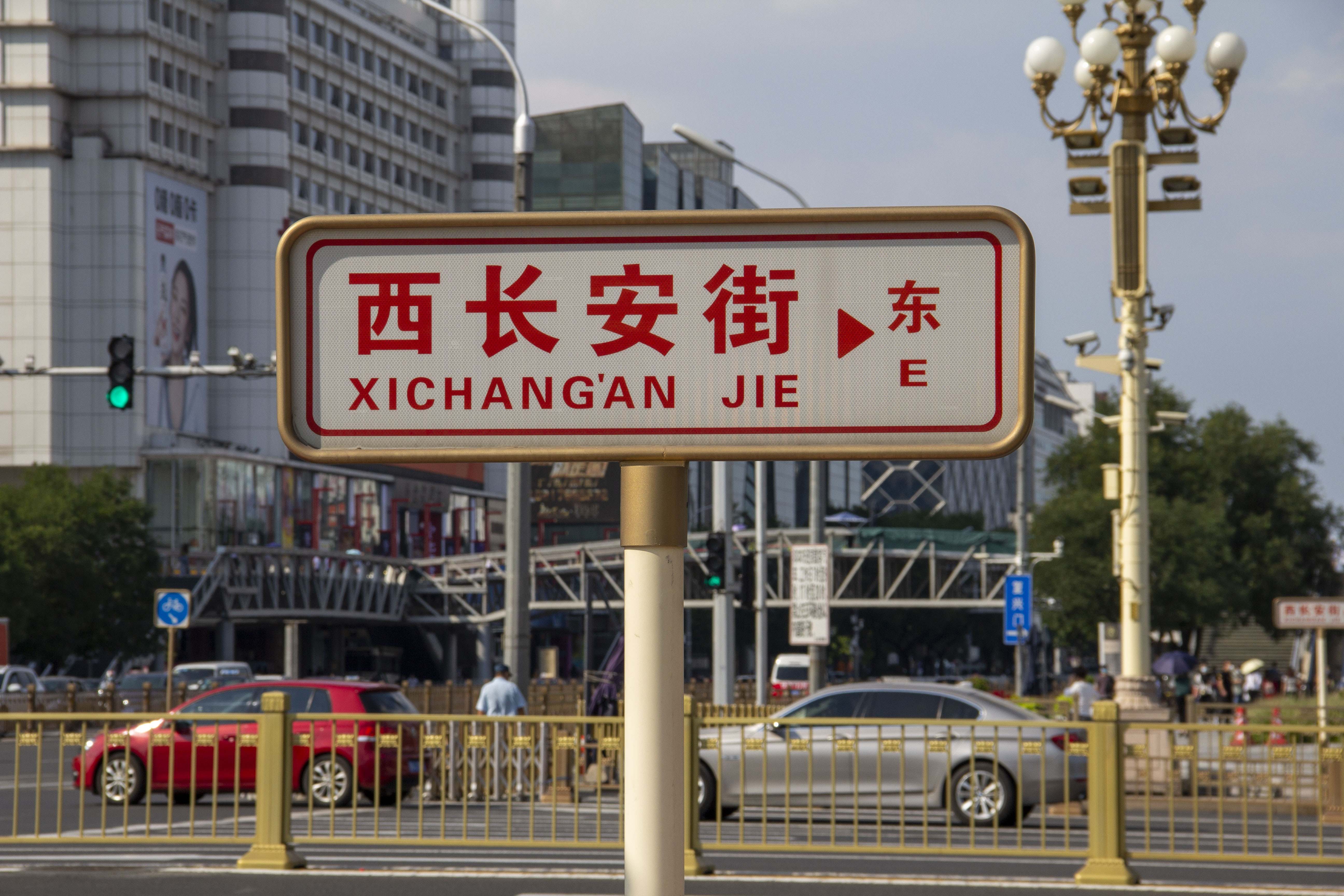

| 西长安街南侧 | 西长安街南侧                           | 西长安街南侧   | ↑ 西 长 安 街 东 ↓ | 西长安街北侧                 | 西长安街北侧                                 | 西长安街北侧        |
| 门牌号       | 建筑物、场所或单位                     | 图片           | ↑ 西 长 安 街 东 ↓ | 图片                         | 建筑物、场所或单位                           | 门牌号              |
| ------------ | -------------------------------------- | -------------- | ------------------ | ---------------------------- | -------------------------------------------- | ------------------- |
| 88号         | 中国人保大厦 （ 中国人民保险集团总部） |                | ↑ 西 长 安 街 东 ↓ |                              | 西单文化广场                                 | （西单北大街180号） |
| 86号         | 国家电网公司                           |                | ↑ 西 长 安 街 东 ↓ |                              | 北京图书大厦                                 | 17号                |
| 80号         | 中共中央组织部                         |                | ↑ 西 长 安 街 东 ↓ |                              | 民航营业大厦                                 | 15号                |
| 80号         | 中共中央组织部                         |                | ↑ 西 长 安 街 东 ↓ | 中华人民共和国工业和信息化部 | 13号                                         |                     |
|              | 绿地                                   |                | ↑ 西 长 安 街 东 ↓ |                              | 北京电报大楼 （ 曾为中国联通电报大楼营业厅） | 11号                |
|              | 绿地                                   | 中共中央宣传部 | ↑ 西 长 安 街 东 ↓ | 5号                          |                                              |                     |
| 不適用       | 花墙                                   |                | ↑ 西 长 安 街 东 ↓ |                              | 中南海新华门                                 | 不適用              |
| 2号          | 国家大剧院                             |                | ↑ 西 长 安 街 东 ↓ |                              | 北京市第一六一中学                           | 1号                 |
|              | 人民大会堂                             |                | ↑ 西 长 安 街 东 ↓ |                              | 皇城墙                                       | 不適用              |
|              | 人民大会堂                             | 中山公园       | ↑ 西 长 安 街 东 ↓ |                              |                                              |                     |
| 不適用       | 天安门广场                             |                | ↑ 西 长 安 街 东 ↓ |                              | 天安门城楼及外金水桥                         | 不適用              |

## 西长安街牌楼
西长安街牌楼原址位于今府右街南口外东侧，横跨西长安街。与东长安街牌楼东西相向，构造相同，均为木结构，三间四柱三楼式。立柱均为通天柱（冲天柱），每根立柱两侧均加有戗柱。两牌楼分别嵌有 “长安街”匾额。
中华人民共和国成立后，1954年8月13日北京市政府致函文化部称：“东、西长安街牌楼地当冲要，于交通颇有妨碍，自东长安街路南建设大楼后，牌楼位置亦不相称。现拟将此两座牌楼全部拆卸，移建于陶然亭公园内……”1954年8月18日北京市政府决定拆除东、西长安街牌楼。同月21日，东、西长安街牌楼同时动工拆卸，25日拆除完毕。拆下的构件运到陶然亭公园北门内分类保存，其木构件逐一编号并登记造册，瓦件保存完好。1955年，这两座牌楼在陶然亭公园内按原样重新组建。两座牌楼的迁建获得了周恩来的关照。
文革期间的1971年，江青到陶然亭公园视察。同年9月，在江青指令下，以“牌楼是压在人民头上的三座大山”为由，将这两座牌楼拆除。
2011年，陶然亭公园重新建起了这两座牌楼。因为原有构件已全部散失，故此次为全部新建，外观仿照了原牌楼的形制。

## 雕塑
西长安街两侧有多座雕塑：
- 《书》：位于西长安街北侧，北京图书大厦前广场。1998年12月，由首都城市雕塑艺术委员会、中共北京市委宣传部、全国城市雕塑建设指导委员会共同组织的“新世纪的希望”城市雕塑设计方案竞赛开始向全国征稿，征得稿件750多件，邀请入选的120多件做成立体方案，并于1999年4月2日起在北京国际会议中心举办“新世纪的希望”城市雕塑方案展览，由建筑、规划、园林、雕塑专家及长安街沿线单位讨论。经评审及优选，推荐其中8件作品在长安街设置，1999年9月中旬全部建成，以庆祝中华人民共和国成立五十周年。其中之一是《书》，高4米，寓意为书籍是人类进步的阶梯。由卓纳艺术科技有限公司雕塑家佐娜设计，北京爱尔特文化发展有限公司制作[3]。
- 《汉风柱》，位于西长安街北侧，北京长途电话大楼和民航营业大厦之间，是中华人民共和国工业和信息化部大门（原为中华人民共和国邮电部大门）。1997年建成。该浮雕柱直径3米，高12米，由中央美术学院壁画系李林琢创作。

## 圖集

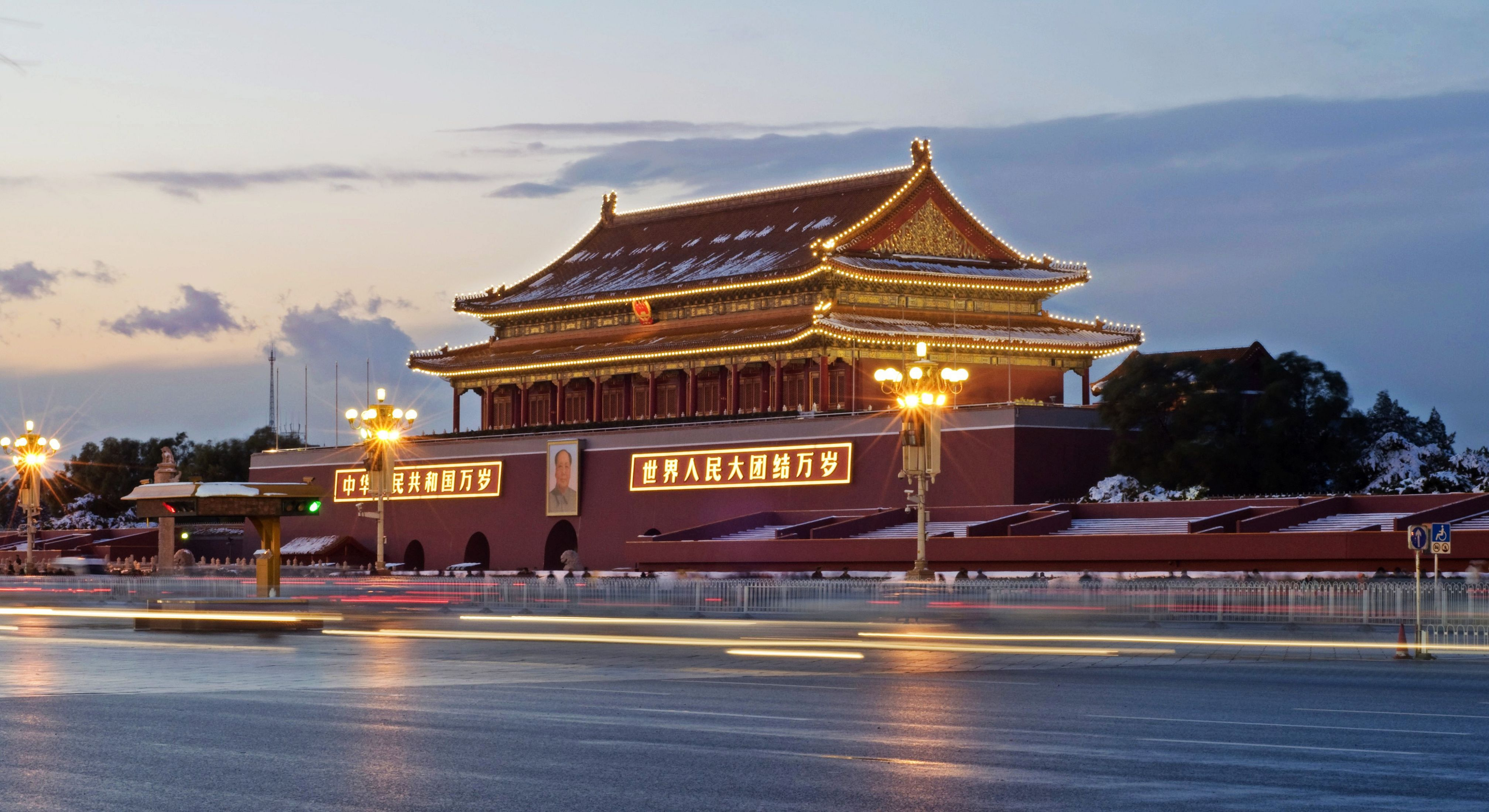
天安門前的西長安街
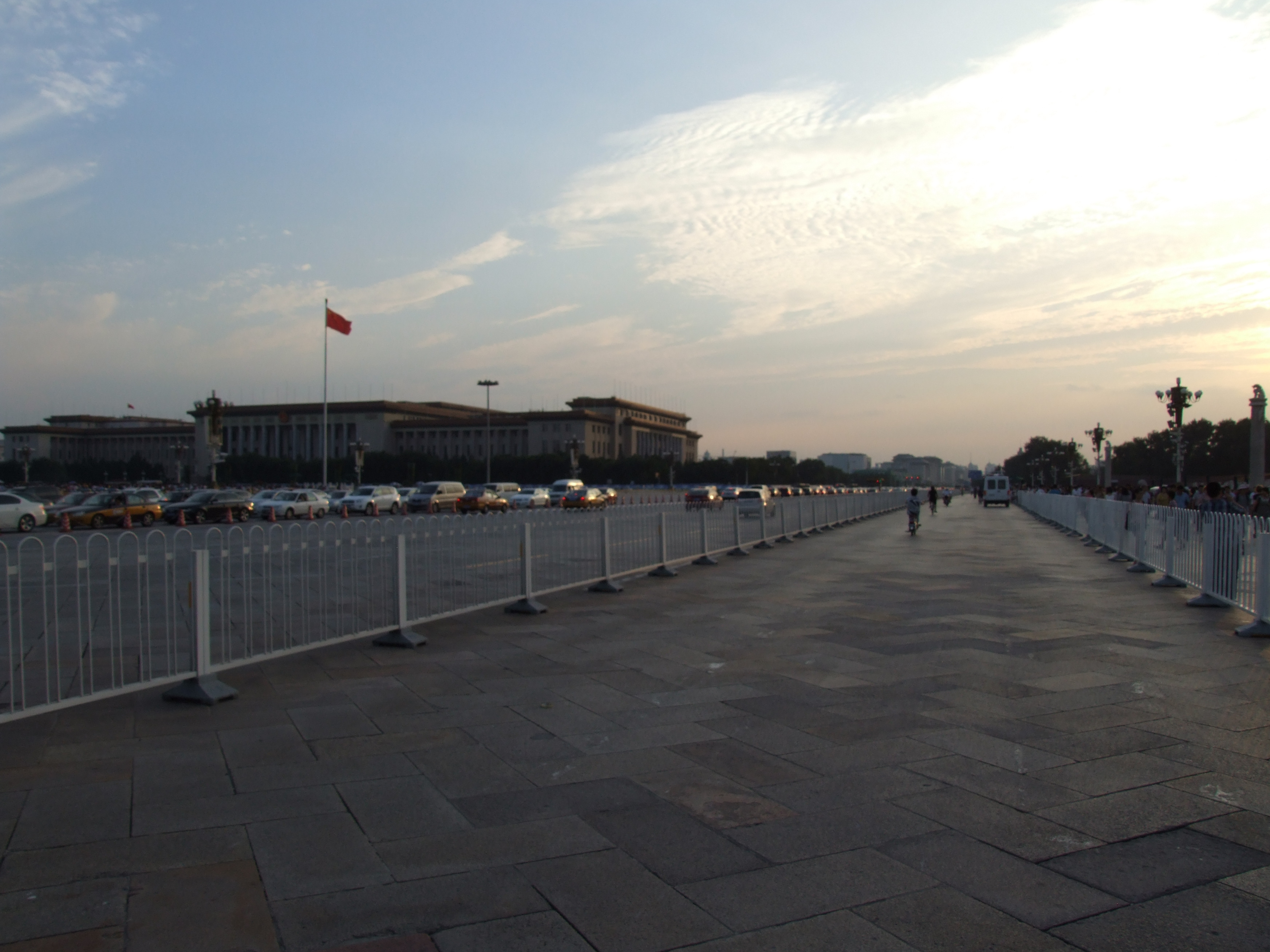
从天安门前向西望西长安街
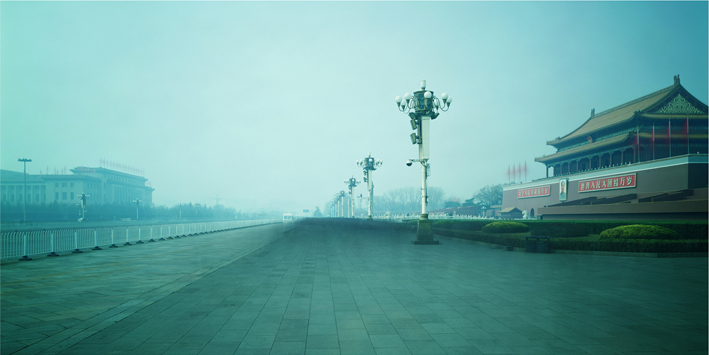
从劳动人民文化宫南门外向西望西长安街